# Ceratosoma tenue
Espèce
Ceratosoma tenue est une espèce de Nudibranche de la famille des Chromodorididae.

## Distribution
Cette espèce se rencontre dans la zone tropicale Indo-Pacifique, des côtes africaines aux îles Hawaï en incluant la Mer Rouge.

## Habitat
Son habitat de prédilection correspond aux espaces sablonneux et "caillouteux" entre la zone intertidale et 15 m de profondeur.

## Description

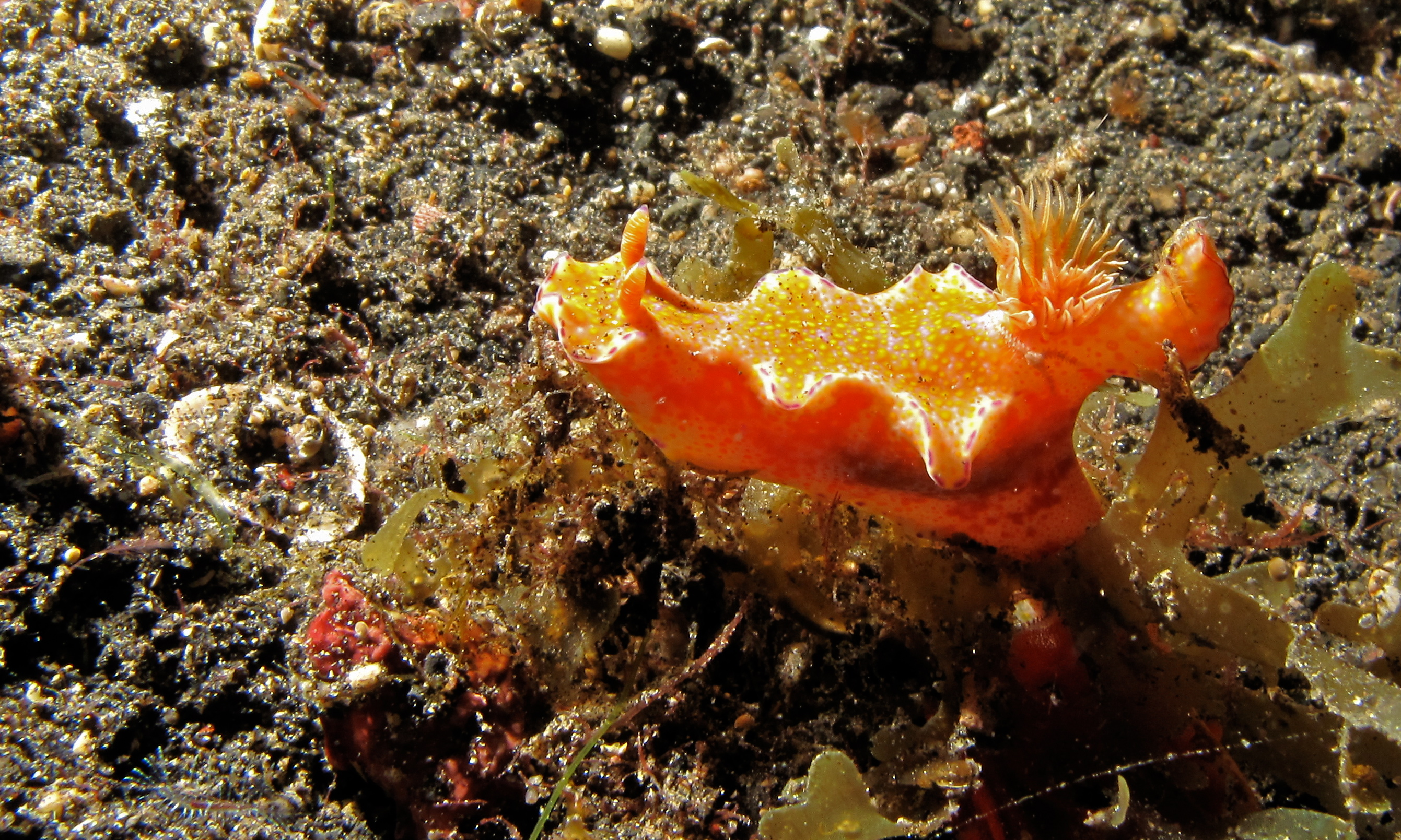
Ceratosoma tenue (Sulawesi, Indonésie)

Cette espèce peut mesurer jusqu'à 12 cm et possède un corps allongé.
La livrée de cette espèce est extrêmement variable mais demeure toujours de couleur vive. Toutefois, cette dernière ne constitue pas un réel critère de détermination de l'espèce car elle peut facilement être confondue avec Ceratosoma trilobatum.
La particularité physique distinctive de Ceratosoma tenue est la présence sur la première moitié du corps de trois lobes constitués à partir du bord de la jupe du manteau. L'ensemble semble faire une sorte de tremplin grimpant vers les branchies.
Une excroissance se détache à l'arrière des branchies et forme une sorte de surplombs protecteur. Il a en effet un rôle défensif car il est un leurre qui attirera le prédateur potentiel. Cet appendice protecteur dissimule une glande contenant une substance toxique répulsive qui repoussera l'attaquant dès qu'il l'aura mordu.
Le bord du manteau est surligné d'un liseré violet discontinu.
Le panache branchial et les rhinophores lamellés sont rétractiles dans des fourreaux internes.

## Éthologie
Ce Nudibranche est benthique et a une activité tout aussi bien diurne que nocturne.

## Alimentation
Ceratosoma tenue se nourrit principalement d'éponges.

## Publication originale
- Abraham, P. S. 1876. Notes on some genera of nudibranchiate Mollusca, with notices of a new genus and some hitherto undescribed species, in the collection of the British Museum. Annals & Magazine of Natural History, (4)18: 132-146. (BHL)